# Il convitato di pietra (opera)
Il convitato di pietra è un'opera del compositore russo Aleksandr Sergeevič Dargomyžskij. Il libretto segue fedelmente, con alcune modifiche di lieve entità, il testo teatrale de Il convitato di pietra, microdramma facente parte delle Piccole tragedie di Aleksandr Sergeevič Puškin.

## Storia della composizione
Dargomyžskij iniziò a pensare all'opera nel 1863, ma a causa della sua malattia al cuore, la composizione procedette lentamente. L'opera era stata quasi completata, quando nel gennaio del 1869 il compositore morì: in accordo con la sua volontà la composizione fu terminata da César Cui e l'orchestrazione fu fatta da Nikolaj Rimskij-Korsakov. La prima dell'opera ebbe luogo al teatro Mariinskij di San Pietroburgo il 28 febbraio 1872, diretta da Eduard Nápravník con Osip Petrov. Alcuni anni più tardi Rimskij-Korsakov effettuò una revisione della sua orchestrazione, riscrisse alcuni passaggi originali di Dargomyžskij ed aggiunse un preludio orchestrale. Questa versione, completata nel 1903 ed eseguita per la prima volta nel 1907 al teatro Bol'šoj di Mosca, è attualmente considerata quella standard. Questa composizione ebbe una grande influenza nei successivi sviluppi dell'opera russa, soprattutto sui componenti del Gruppo dei Cinque. Essa venne scritta in uno stile innovativo per la sua epoca: senza arie, quasi senza canto di gruppo, interamente costruita su recitativi melodici e declamazioni messe in musica. Lo scopo di questa scelta voluto da Dargomyžskij era non solo la rappresentazione della veridicità del dramma, ma anche la rappresentazione artistica con l'aiuto della musica del linguaggio umano in tutte le sue sfumature. Più tardi queste idee furono riprese in particolare da Modest Petrovič Musorgskij, che stimava molto Dargomyžskij e lo riteneva un suo maestro, nel Boris Godunov e soprattutto nella Chovanščina.

## Trama
L'azione ha luogo in Spagna nel XVII secolo.

### Atto I
Scena prima Don Juan, cacciato da Madrid per l'uccisione di un suo rivale, vi è segretamente ritornato con il fedele servitore Leporello e si nasconde nel cimitero di un monastero nei dintorni della città. Da un monaco apprende che il cimitero è visitato ogni giorno da Donna Anna, vedova di un commendatore da lui ucciso a duello. Dopo averla vista decide di conoscerla e si reca in città.
Scena seconda A casa dell'attrice Laura si sono riuniti amici e spasimanti. Il canto di Laura incanta gli ospiti, ma uno di loro, Don Carlos, avendo saputo che le parole sono state scritte dal suo amante passato Don Juan, è preso dall'ira: proprio lui ha ucciso suo fratello! Laura vuole cacciarlo, ma gli altri ospiti riescono a rappacificarli. Laura canta ancora e poi gli ospiti se ne vanno, ma la donna decide di trattenere l'irascibile Don Carlos, del quale si è invaghita. La loro conversazione è però interrotta dall'arrivo di Don Juan: Laura lo accoglie con gioia. Il duello è inevitabile ed ha luogo subito: Don Juan uccide Don Carlos.

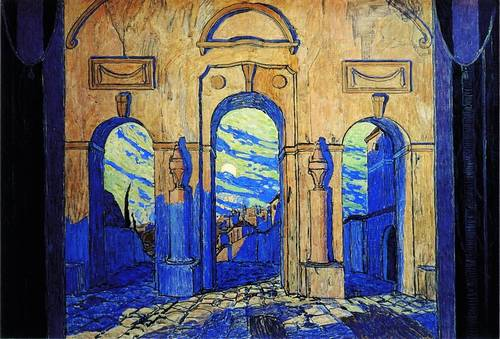
Presso le mura di Madrid, bozzetto per le scene dell'opera di Aleksandr Golovin (1917)

### Atto II
Dopo aver ucciso Don Carlos, Don Juan si rifugia nuovamente nel monastero, dove si fa passare per un eremita. Don Juan riesce a fare conoscenza con Donna Anna, sotto il falso nome di Don Diego. La donna lo ascolta con curiosità e timore, ma alla fine cede e lo invita a casa sua per l'indomani. Inebriato dal successo, Don Juan lancia una sfida insolente al destino, invitando all'incontro anche il commendatore defunto. Un terrore agghiacciante prende lui e Leporello al vedere che la statua del commendatore china il capo in cenno di assenso.

### Atto III
Nella stanza di Donna Anna. Il cuore della donna non resta insensibile al corteggiamento di Don Juan, ma quest'ultimo si lascia sfuggire una frase sull'omicidio del marito. Egli non ne vuole più parlare, ma all'insistenza della donna e sicuro del fatto che lei contraccambia i suoi sentimenti, le svela il suo vero nome. Non è pentito dell'assassinio ed è pronto a morire per mano di Donna Anna, ma questa non prova odio per lui ed anzi gli dichiara il suo amore. Don Juan è in trionfo, ma in quel momento si odono dei passi pesanti: ecco che compare la statua del commendatore. Donna Anna perde i sensi, ed il commendatore tende la mano a Don Juan: questi temerariamente gliela stringe, ed entrambi sprofondano all'inferno.